# 28053 Kimberlyputnam
28053 Kimberlyputnam este o planetă minoră (asteroid), cu un diametru de 7,947 km, din centura de asteroizi. A fost descoperită pe 22 mai 1998 la Stația Anderson Mesa de Lowell Observatory Near-Earth-Object Search. 
Obiectul prezintă o orbită caracterizată de o semiaxă mare de 2,7123407 UAi, o excentricitate de 0,05, o înclinație de 3,59087 ° în raport cu ecliptica.